# Малюга, Дмитрий Петрович
Дмитрий Петрович Малюга (08.11.1902—19.12.1969) — советский геохимик, доктор геолого-минералогических наук, лауреат Сталинской премии (1951).

## Биография
Родился в 1902 г. в местечке Ивангород, Борзенского уезда Черниговской губернии (ныне Ичнянский  район). Его пролетарское происхождение в дальнейшем подвергалось сомнению (из-за знания французского языка и наличия Ивангородских помещиков в роду).
Окончил Николаевский индустриальный техникум (1924—1926), биологический факультет Ленинградского государственного университета (1926—1930, там же работал ассистентом до 1932 г.) и аспирантуру Биогеохимической лаборатории (Биогел) АН СССР (1932—1936), кандидат химических наук (1936), тема диссертации - «К геохимии рассеянного никеля в связи с другими элементами семейства железа».
С 1936 по 1939 г. обучался в докторантуре Биогела. В 1939—1940 гг. работал в Наркомате иностранных дел (его собирались направить в Бельгийское постпредство как знавшего французский язык, но Бельгию захватила Германия).
С 1940 г. — снова в Биогел АН СССР, (в дальнейшем ГЕОХИ АН СССР), где в 1956 г. защитил докторскую диссертацию.
Область научных интересов — изучение миграции редких и рассеянных элементов (Cu, Ni, Co и др.) в верхней части земной коры.
Разработал геохимические основы биогеохимического метода поисков месторождений полезных ископаемых с использованием экспериментального материала Урала, Тувы, Алтая, Кавказа, Ср. Азии и др.
Участник советской атомной программы.

## Награды
Лауреат Сталинской премии (1951) — с формулировкой "За исключительные заслуги перед государством при выполнении специального задания Правительства" за участие в работах по освоению производства урана-235. Награждён двумя орденами Трудового Красного Знамени, орденом «Знак Почёта» и медалями.

## Публикации
- Виноградов А. П., Малюга Д. П. Биогеохимический метод поисков и разведки руд. Мехико. 1958.
- Малюга Д. П. Биогеохимический метод поисков рудных месторождений (принцип и практика поисков). М. Изд. АН СССР. 1963. 264 с.